# چکمه قدیمی
چکمه قدیمی (فرانسوی: Tom Old Boot (nain grotesque)‎) یک فیلم صامت کوتاه فرانسوی به کارگردانی ژرژ ملی‌یس است. این فیلم به‌وسیله کمپانی فیلمسازی ملی‌یس، استار فیلم ساخته شد و در کاتالوگ فیلم‌های ملی‌یس #۷۵ شماره‌گذاری شده است.
این فیلم هم‌اکنون، یک فیلم گمشده است.